# Notwendigkeit
In der Alltagssprache bezeichnet man etwas als notwendig, wenn man glaubt („für notwendig halten“), dass es benötigt wird bzw. vorhanden sein muss, um einen bestimmten Zustand oder ein bestimmtes Ergebnis zu erreichen. Manchmal wird auch die Steigerung „am notwendigsten“, dringend notwendig usw. verwendet, um die Priorität einer Maßnahme anzudeuten.
Häufig wird Notwendigkeit auch im Sinne von (Grund-)Voraussetzung gebraucht.
Im wissenschaftlichen und systematischen Sprachgebrauch kommen die Wörter „notwendig“ und „Notwendigkeit“ vor allem in zwei Verwendungen vor:
1. Im Sinn einer notwendigen Bedingung, die ausdrückt, dass ein Sachverhalt gegeben sein muss, damit ein anderer Sachverhalt erst eintreten kann. In diesem Sinn ist zum Beispiel das Vorhandensein von Sauerstoff notwendig, damit ein Verbrennungsprozess stattfinden kann. Siehe dazu Notwendige und hinreichende Bedingung.
2. Im Sinn logischer Notwendigkeit, die ausdrückt, dass eine Aussage ganz unabhängig vom tatsächlichen Zustand der Welt wahr sein muss. Innerhalb der Logik wird Notwendigkeit in diesem Sinn von der Modallogik thematisiert.

## Philosophie
In der Ontologie ist die (absolute) Notwendigkeit der Gegenbegriff zur Kontingenz.
Gottfried Wilhelm Leibniz definiert Notwendigkeit als Wahrheit in allen möglichen Welten. Kontingent ist für ihn eine Aussage, wenn sie in mindestens einer möglichen Welt wahr und in mindestens einer möglichen Welt falsch ist. Die formale Semantik vieler logischer Systeme greift auf diesen Gedanken zurück (siehe Modallogik).
Im politischen Denken Niccolò Machiavellis nimmt die Notwendigkeit (necessità) eine Schlüsselrolle ein. Das politische Handeln solle sich nach der Notwendigkeit einer Situation richten.

## Logische Notwendigkeit
Logische Notwendigkeit ist eine Eigenschaft von Aussagen. Eine Aussage ist genau dann logisch notwendig, wenn es unmöglich ist, dass diese Aussage falsch ist. Doch diese Formulierung ist eine Beschreibung, keine Definition. Die übliche formale Definition für Notwendigkeit geht auf Leibniz und sein Konzept der möglichen Welten zurück: Eine Aussage wird genau dann als notwendig betrachtet, wenn sie in allen überhaupt möglichen Welten wahr ist, wenn die Wirklichkeit also keinesfalls so beschaffen sein könnte, dass die gegenständliche Aussage falsch sein kann.
Das Gegenstück zur logischen Notwendigkeit ist die logische Kontingenz: Eine Aussage ist genau dann kontingent, wenn sie nicht notwendigerweise falsch ist, d. h. wenn die Wirklichkeit so beschaffen sein könnte, dass die Aussage wahr wäre. Es darf nicht mit dem Begriff der Möglichkeit verwechselt werden, da sowohl das was notwendig und kontingent ist, möglich sein muss und es darüber hinaus nicht sein kann, dass das Notwendige sich vom Möglichen per se unterscheidet, da es unmöglich ist, dass das Notwendige in irgendeinem Fall nicht möglich ist, da es ja notwendig ist. 
Die Existenz von Kontingenz überhaupt ist jedoch umstritten, zum Beispiel durch den Einwand der Denkströmung des (engl.) „Necessitarianism“ der Philosophin Amy Karofsky, welche zu zeigen versucht, warum überhaupt keine Kontingenz im ontologischen Sinn existieren kann, wodurch Notwendigkeit und Möglichkeit faktisch zusammenfallen und die moderne Modallogik in die Prädikatenlogik zusammenfällt. 
Ein ausgesprochen banales, dafür aber eingängiges Beispiel für eine logisch notwendige Aussage ist der Satz „Es gibt Säugetiere, oder es gibt keine Säugetiere“. Unabhängig davon, wie die Wirklichkeit beschaffen ist, muss eine der beiden Alternativen zutreffen, ist die Aussage also wahr.
Thematisiert und exakter (und auch noch etwas allgemeiner) definiert werden logische Notwendigkeit, Kontingenz, Möglichkeit, Unmöglichkeit in der Modallogik.

## Logik und Mathematik
Wie die anderen Wissenschaften verwenden Logik und Mathematik den Begriff der Notwendigkeit. Eine Sonderrolle haben sie insofern, als sie bewusst beide Formen von Notwendigkeit (hinreichende Bedingung und logische Notwendigkeit) intensiv benutzen und beide Formen formalisieren.
Die hinreichende Bedingung wird in formaler Logik durch die materiale Implikation (besser: Konditional oder Subjunktion) ausgedrückt bzw. präzisiert. Man schreibt {\displaystyle P\rightarrow Q}, wobei P und Q beliebige Aussagen sind, um auszudrücken, dass P eine hinreichende Bedingung für Q ist oder – was das Gleiche ist – dass Q eine notwendige Bedingung für P ist.
Zum Untersuchungsgegenstand wird Notwendigkeit in einem allgemeinen Sinn, die Notwendigkeit von Aussagen, in der Modallogik. Sie verwendet und formalisiert zu diesem Zweck die Modaloperatoren es ist notwendig, dass und es ist möglich, dass.